# Ding'an
Ding'an, tidigare romaniserat Tingan, ett härad i Hainan-provinsen i sydligaste Kina.